# William Arthur Lewis
William Arthur Lewis (Castries, 23 januari 1915 - Barbados, 15 juni 1991) was een Saint Luciaans econoom. Hij is vooral bekend door zijn werk op het gebied van ontwikkelingseconomie. Hiervoor kreeg hij in 1979 samen met Theodore Schultz de prijs van de Zweedse Rijksbank voor economie (ook bekend als de Nobelprijs voor de Economie). Daarmee was hij de eerste negroïde man die een Nobelprijs won in een andere categorie dan de vrede.

## Biografie
Lewis werd geboren in Saint Lucia, dat toen nog een Britse kolonie was. Derhalve bezat hij ook de Britse nationaliteit. Hij haalde in 1937 zijn bachelor, en in 1940 zijn Ph.D. aan de London School of Economics.
Lewis gaf meer dan tien jaar college aan de Universiteit van Manchester alvorens in 1959 te worden benoemd tot rector magnificus van de University of the West Indies. In 1963 werd hij geridderd en sindsdien mag hij als sir benoemd worden.  Hij kreeg ook een positie van professor, die hij behield hij tot zijn pensioen in 1983. In 1970 werd hij directeur van de Caribbean Development Bank.
Tussen 1964 en 1991 was Lewis professor economie aan de Princeton-universiteit.
Lewis stierf op 15 juni 1991 in Barbados. Hij ligt begraven op het terrein van het St Lucian community college.

## Werken
Lewis had vooral interesse voor ontwikkelingslanden en zag het als zijn levensdoel om ontwikkelingslanden economisch te bevorderen.
In 1964 publiceerde Lewis zijn belangrijkste werk: Transforming Traditional Agriculture (hervorming van de traditionele landbouw). 
Baanbrekend is het ontwerp, dat later naar hem vernoemd is, het Lewis-model, dat de ontwikkeling in de agrarische sector vergelijkt met het duale model in de industrie. Lewis beweerde dat ontwikkeling in de agrarische sector de economie op lange termijn gunstig zal bevorderen.